# Каструля

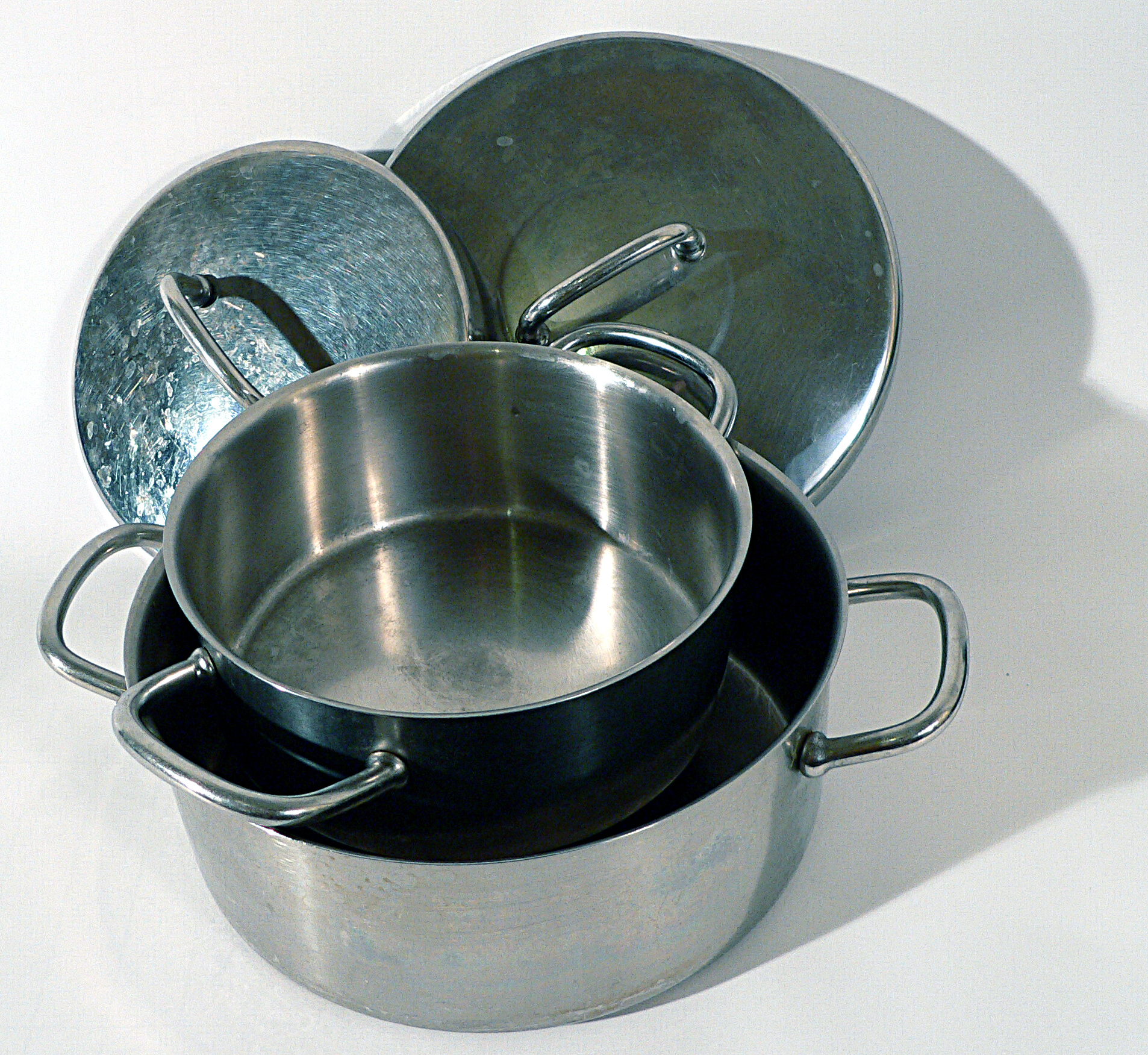
Каструлі

Кастру́ля (нім. Kasserolle від фр. casserole), іноді баня́к — металевий посуд для приготування та зберігання страв. Зазвичай циліндричної (або злегка конічної) форми з ручками. Під час готування каструлю часто накривають кришкою, щоб зменшити втрати рідини через випаровування та пришвидшити готування через збільшення температури. Також кришка допомагає довше зберігати страву гарячою після приготування та захищати від сторонніх впливів.

## Матеріал
Традиційним матеріалом для виготовлення каструль протягом тривалого часу була емальована сталь. Після короткого періоду використання алюмінію і алюмінієвих сплавів (наприклад, силуміну) сьогодні воліють використовувати неіржавну сталь. Також використовують чавун і жаротривке скло (наприклад, Pyrex); рідше латунь або мідь. У Середньовіччі ковані з заліза каструлі покривали шаром олова. Сучасні виробники також виготовляють каструлі з тефлоновим покриттям.
Індукційна плита має певні обмеження щодо матеріалів посуду: деякі матеріали (як-от скло) взагалі не нагріваються в магнітному полі, а інші можуть суттєво знизити ККД плити. Тож деякі каструлі мають спеціальне подвійне дно, між стінками якого вставляють феромагнітну пластину.

## Дизайн
Щоб зберегти простір на кухні, виробники пропонують набори каструль і сковорідок, які вкладаються одна в одну, а також каструлі з ручками, що знімаються. З таких ручок можна виділити два типи: ручка-гвинт і ручка-затискач. Останню можна використовувати в усіх одиницях набору.

## Види
- Ківш — невелика каструля з довгою ручкою
- Рондель — каструля з ручкою чи невелика каструля
- Сотейник — напівкаструля-напівсковорідка із товстим дном і високими боками
- Гусятниця — каструля для смаження птиці